# 青蓮寺 (桐生市)
青蓮寺（しょうれんじ）は、群馬県桐生市にある時宗の寺院である。山号は仏守山（ぶっしゅざん）。院号は義国院（ぎこくいん）。本尊は阿弥陀三尊像。

## 歴史
もと新田荘岩松郷（現・群馬県太田市）にあり、天正年間（1573 - 1592年）上野国金山城主由良成繁により当地に移されたと伝える。岩松郷を本拠とした岩松氏の岩松政経は一遍に帰依し、青蓮寺道空という法名を名乗っている。このことから、政経の活動期である13世紀後半には青蓮寺が存在していたと推定される。本尊阿弥陀三尊像もその頃の造像である。

## 文化財
重要文化財
- 銅造阿弥陀如来及両脇侍立像